# Ossaea macrophylla
Ossaea macrophylla là một loài thực vật có hoa trong họ Mua. Loài này được (Benth.) Cogn. mô tả khoa học đầu tiên năm 1891.